# جنگل‌انبوهی‌ها
جنگل‌انبوهی‌ها (نام علمی: Pachysylvia) نام یک سرده از تیره سرودخوان است.